# Sancta Susanna
Sancta Susanna (título original en alemán; en español, Santa Susana) es una temprana ópera en un acto con música de Paul Hindemith y libreto en alemán de August Stramm. Se compuso a lo largo de quince días en enero/ febrero de 1921, y se estrenó el 26 de marzo de 1922, en la Opernhaus de Fráncfort del Meno.
La obra es su tercer y último elemento de un tríptico de óperas en un acto influidas por el expresionismo siendo las otras dos Mörder, Hoffnung der Frauen op. 12 (1921), y Das Nusch-Nuschi op. 20 (1921), y como ocurrió con las anteriores, escandalizó al público de conciertos de Fráncfort, con lo que el compositor logró la atención de la crítica y notoriedad.
Esta ópera rara vez se representa en la actualidad; en las estadísticas de Operabase aparece con sólo 5 representaciones en el período 2005-2010.

## Personajes
| Personaje               | Tesitura  |
| ----------------------- | --------- |
| Susana, una monja       | soprano   |
| Clemencia, una monja    | contralto |
| Monja anciana           | contralto |
| Una criada del convento | actriz    |
| Un mozo del convento    | actor     |

## Licencia
- Esta obra contiene una traducción parcial derivada de «Sancta Sussana» de Wikipedia en inglés, publicada por sus editores bajo la Licencia de documentación libre de GNU y la Licencia Creative Commons Atribución-CompartirIgual 4.0 Internacional.